# Villanueva de Bogas
Villanueva de Bogas – gmina w Hiszpanii, w prowincji Toledo, w Kastylii-La Mancha, o powierzchni 57,44 km². W 2011 roku gmina liczyła 816 mieszkańców.